# Igrometro
L'igrometro è uno strumento che misura l'umidità relativa dell'aria, ovvero il rapporto tra l'umidità assoluta, definita come la quantità di vapore acqueo presente nell'atmosfera in un dato istante, e l'umidità di saturazione, cioè la quantità massima di vapore acqueo che può essere presente ad una data temperatura e pressione. Entrambe si esprimono in termini di peso del vapore acqueo per unità di peso di aria secca e sono quindi adimensionali. Mentre l'umidità relativa, anch'essa adimensionale, si esprime in percentuale come rapporto tra le due umidità assolute.
Uno strumento analogo, l'igrografo, misura la variazione dell'umidità in un dato intervallo di tempo. Si compone essenzialmente di un igrometro associato ad un registratore, sia esso meccanico (tipicamente a carta) o elettronico.

## Etimologia
Il termine igròmetro, composto da igro- e -metro e presente in italiano dal 1681, deriva dai termini greci ὑγρός  (ygrós), umido, e μέτρον (métron), misura, e quindi il senso è misuratore di umidità. Analogamente, il termine igrògrafo (1614) deriva da ὑγρός e dal verbo γράφω (grafo), scrivere, con il senso di registratore di umidità.

## Storia
Intorno al 1430, Nicola Cusano propose di misurare l'umidità dell'aria mediante la differenza di peso di una balla di lana. Intorno al 1500 Leonardo da Vinci costruì un igrometro meccanico. Nel 1664 Francesco Folli propose un proprio modello di igrometro, basato sulle capacità igroscopiche della corda o della carta. Nel 1780 Horace de Saussure costruì l'igrometro a capello. Nella seconda metà del XVIII secolo John Coventry mise a punto un igrometro a dischi di carta. Nel 1820 John Frederic Daniell inventò l'igrometro a condensazione. Nel 1825 Ernst Ferdinand August inventò lo psicrometro.

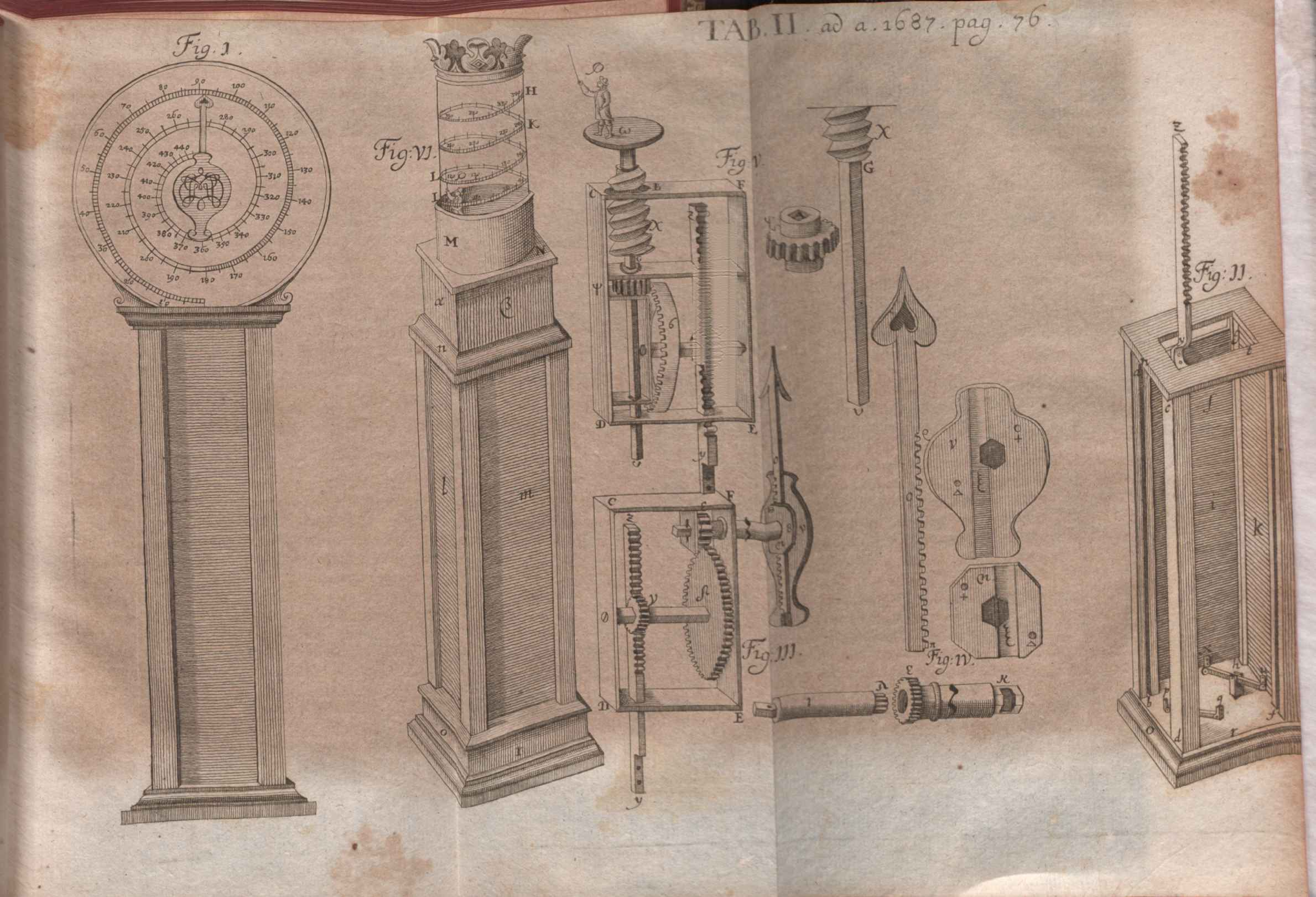
Illustrazione degli Acta Eruditorum del 1687 relativa all'articolo Novum genus hygrometri...

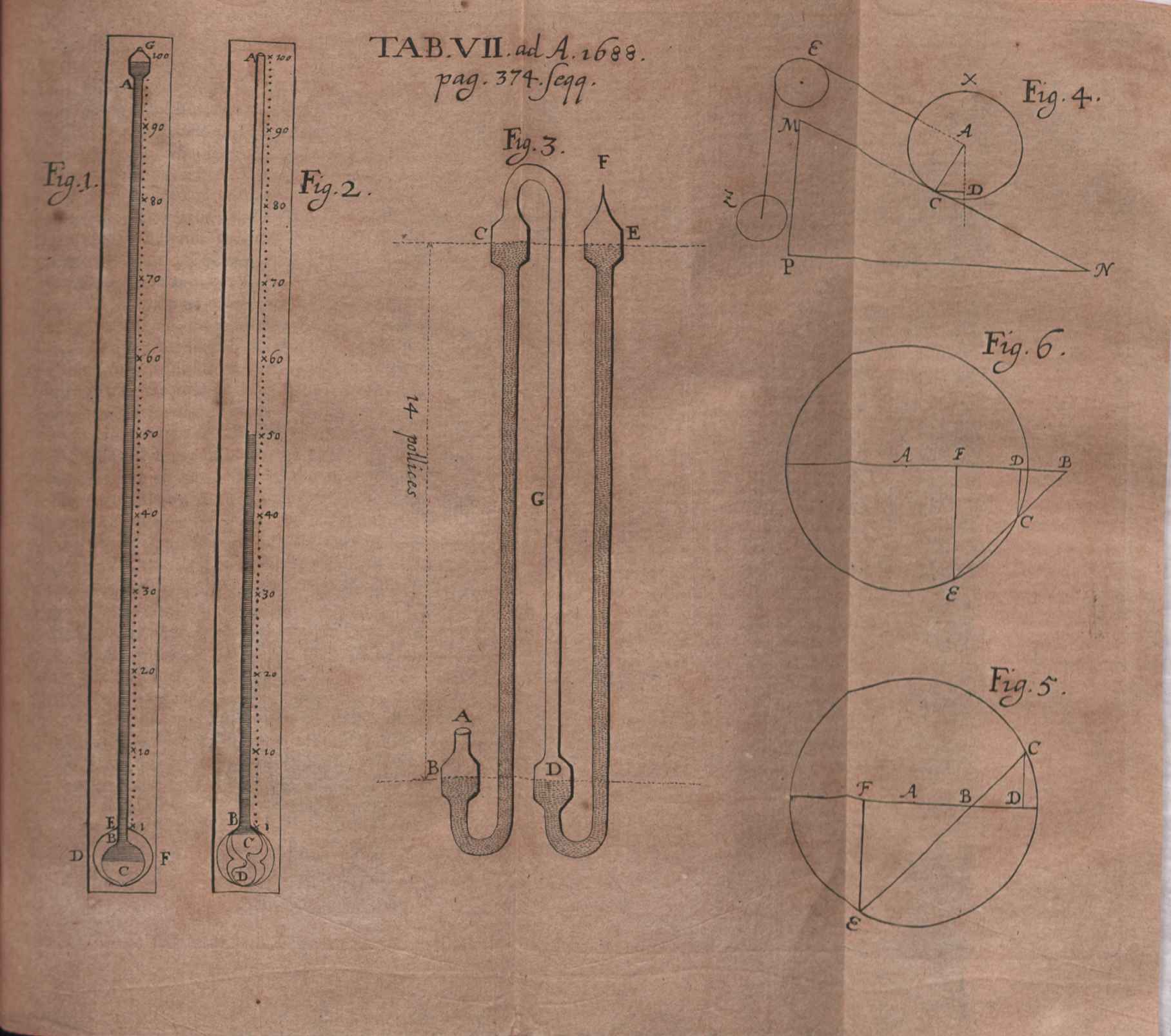
Illustrazione degli Acta Eruditorum del 1688 relativa a Epitome literarum ... de invento noviter hygrometro quodam

## Igrometro a capello
L'igrometro a capello è stato il primo tipo di igrometro ad essere concepito. Si basa sulla variazione della lunghezza di un ciuffo di capelli al variare dell'umidità relativa. Il capello umano infatti presenta un allungamento di circa 2,5% fra 0 e 100% di umidità relativa. La variazione non è esattamente proporzionale in modo lineare rispetto all'umidità relativa. La variazione è opportunamente amplificata da un sistema di leve meccaniche e poi è registrata in modo meccanico, grazie ad una punta scrivente ed un congegno ad orologeria (igrografo), o trasformata in impulsi elettrici poi elaborati con strumenti elettronici.
Cuore dello strumento è un lungo capello, accuratamente sgrassato ad esempio con etere, montato verticalmente nello strumento per prevenire problemi di accuratezza e stabilità della misura, dovuti ad effetti di sospensione.
L'estremità superiore è fissata, tramite una pinzetta, ad una vite di taratura che, regolandone la tensione, permette di calibrare lo strumento. La parte inferiore è avvolta sul tamburo della lancetta dello strumento stesso. In condizioni di bassa umidità, il capello tende ad accorciarsi proporzionalmente ai valori di umidità relativa ambientale, rendendo possibile così la misurazione. L'igrometro a capello, per la sua semplicità e per il costo relativamente basso, viene spesso utilizzato per costruire casette segnatempo.
Lo strumento non è però preciso, e nei modelli esclusivamente meccanici può comportare errori del 5-10% in parte riducibili con opportune tabelle che rendono conto della non linearità della variazione della lunghezza dei capelli. L'errore dipende dalla temperatura a cui si opera (sotto i -30 °C lo strumento non funziona affatto).
Di tanto in tanto lo strumento va tenuto in aria satura, così si rigenera (se è esposto all'aperto tale rigenerazione avviene normalmente di notte e non pone problemi); inoltre lo si sottopone a taratura. Nei tipi più semplici, la taratura va effettuata sovente mettendo lo strumento per circa mezz'ora in un panno bagnato e regolando l'indice su 95%.

## Igrometro a condensazione
È formato da una scatola metallica con le pareti a specchio, all'interno della quale si mette dell'etere.  La scatola è munita di tre fori, uno per l'immissione di aria, uno per l'evaporazione dell'etere e l'altro per l'inserimento di un termometro. Immettendo dell'aria attraverso una pompetta si provoca l'evaporazione dell'etere, che provoca il raffreddamento della scatola finché le pareti si appannano; a questo punto si legge la temperatura con il termometro che pesca all'interno della scatola e la si confronta con la temperatura dell'ambiente rilevata con un altro termometro, ricavando mediante apposite tabelle l'umidità relativa dell'aria. Questo tipo di igrometro è caduto in disuso.

## Igrometro a bulbo umido

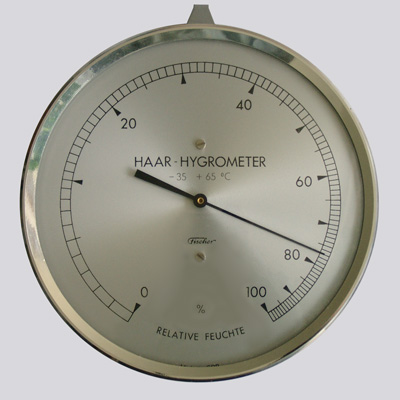
Un igrometro a capello

L'igrometro a bulbo umido, o igrometro di Assman, sfrutta l'abbassamento di temperatura causato dall'evaporazione naturale dell'acqua. Tale temperatura viene rilevata da un termometro a bulbo posto a contatto con una pezza bagnata, detto bulbo umido, e viene raffrontata con un analogo termometro che misura la temperatura ambiente reale, detto bulbo secco. Le due temperature consentono di misurare l'umidità ambientale relativa tramite un grafico, detto diagramma psicrometrico, che oltre all'umidità relativa può fornire informazioni anche rispetto all'entalpia ed all'umidità assoluta, oppure attraverso specifiche formule.

## Igrometro elettronico
L'igrometro elettronico utilizza dei sensori a stato solido, che possiedono la caratteristica di variare i propri parametri elettrici proporzionalmente al valore di umidità relativa cui sono esposti. Possono essere di tipo resistivo o capacitivo. In entrambi i casi, il circuito di condizionamento utilizza una configurazione a Ponte di Wheatstone per la sua grande sensibilità, convertendo la variazione resistiva o capacitiva in un segnale elettrico misurabile. Gli igrometri elettronici sono estremamente precisi e compatti, anche se necessitano di una fonte energetica per funzionare.